# Le Mesnil-Thomas
Le Mesnil-Thomas är en kommun i departementet Eure-et-Loir i regionen Centre-Val de Loire strax norr om centrala Frankrike. Kommunen ligger i kantonen Senonches som tillhör arrondissementet Dreux. År 2022 hade Le Mesnil-Thomas 337 invånare.

## Befolkningsutveckling
Antalet invånare i kommunen Le Mesnil-Thomas
Referens:INSEE